# 吹上温泉 (鹿児島県)
吹上温泉（ふきあげおんせん）は、鹿児島県日置市吹上町湯之浦（旧国薩摩国）にある温泉。別名湯之浦温泉、伊作温泉。

## 泉質
- 単純硫黄泉
  - 源泉温度43℃

若干、硫化水素成分が含まれる。

## 温泉街
吹上温泉は南薩地方、とりわけ西部の人に好まれてきたいで湯であり、素朴な温泉街が情緒を醸し出している。西方には日本有数の砂丘、吹上浜が広がっており、その近くには国民宿舎がある。
共同浴場は7軒存在する。

## 歴史
詳しい歴史は分かっていないが、地元の人らは馬の洗い水としてこの湯を使っていたという。以前は伊作（いざく）温泉と呼ばれていた。多くの文人に好まれ、西郷隆盛、斎藤茂吉らが訪れたことがある。また、戦時中には特攻隊員らが最後に過ごした場所でもあり、遺品などを展示する旅館もある。

## アクセス
- 鉄道：JR鹿児島本線伊集院駅下車、鹿児島交通バスで約40分。